# Yang Liu (hóquei sobre a grama)
Yang Liu (1 de setembro de 1998) é uma jogadora de hóquei sobre a grama chinesa.

## Carreira
Liu atua na posição de defensora e foi convocada pela primeira vez para a seleção da China em 2018. Nos Jogos Olímpicos de Verão de 2024, em Paris, conquistou a medalha de prata no torneio feminino do hóquei sobre a grama, após confronto na final contra a equipe holandesa por pênaltis.